# Eucremastus pugillator
Eucremastus pugillator är en stekelart som beskrevs av Shaumar 1966. Eucremastus pugillator ingår i släktet Eucremastus och familjen brokparasitsteklar. Inga underarter finns listade i Catalogue of Life.